# Kodashim

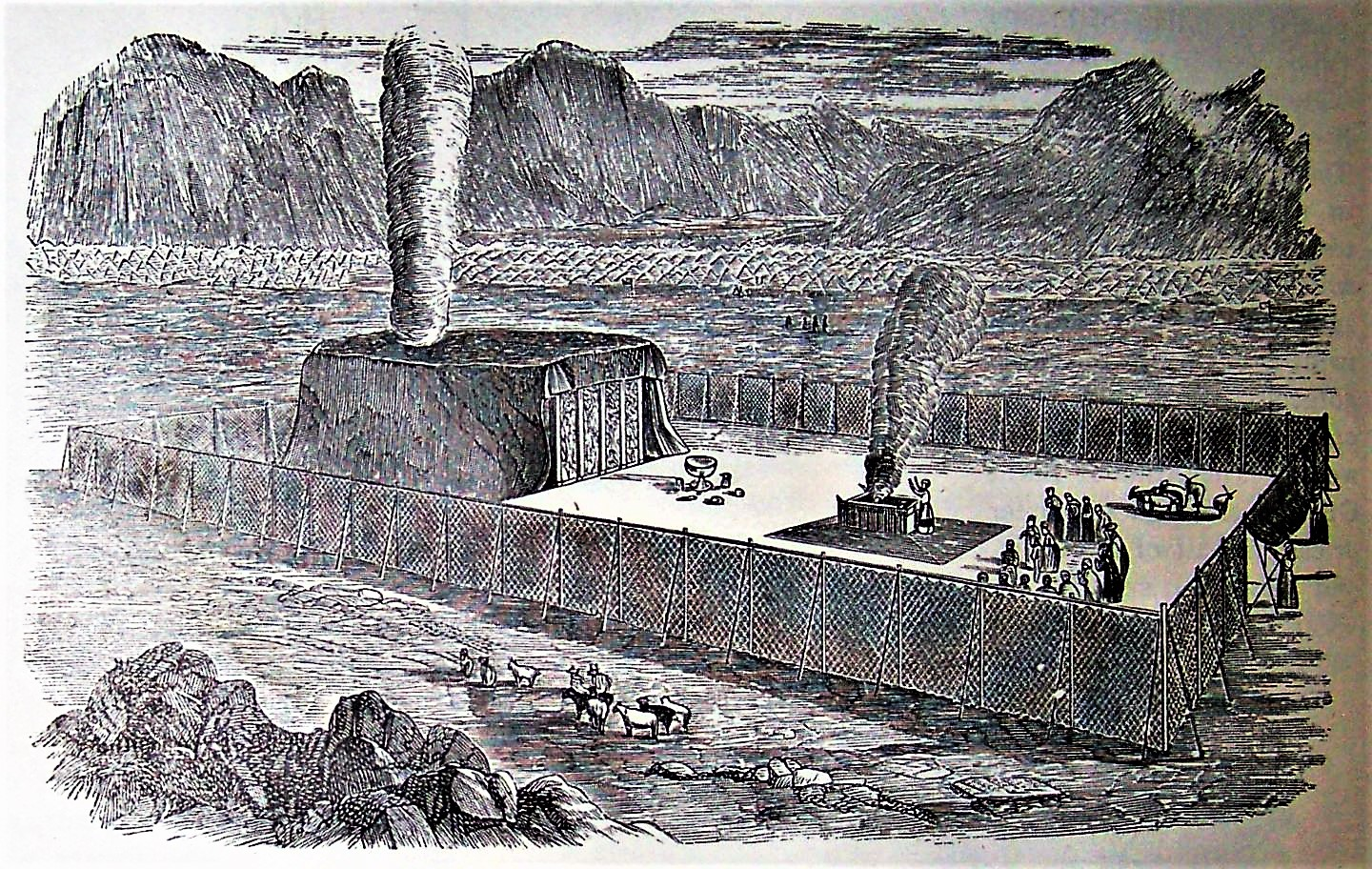
O Tabernáculo.

Kodashim (em hebraico קדשים, Coisas Sagradas) é a quinta Ordem da Mishná (igualmente da Tosefta e do Talmude). Das seis Ordens da Mishná, esta é a terceira mais longa. Kodashim aborda na sua maioria o serviço religioso no Templo de Jerusalém, os Korbanot ou ("oferendas sacrificiais"), e outros assuntos considerados ou relacionados a estas "Coisas Sagradas".
Kodashim consiste em 11 tratados:
1. Zevachim (זבחים, "Sacrifícios").
2. Menachot (מנחות, "Ofertas de Alimentos").
3. Chulin (חולין, "Coisas Comuns ").
4. Bechorot (בכורות, "Primogénitos").
5. Arachin (ערכין, "Dedicações").
6. Temurá (תמורה, "Substituição").
7. Keritot (כריתות, "Extirpações").
8. Meilá (מעילה, "Sacrilégio").
9. Tamid (תמיד, "Sempre" ou "Permanente").
10. Midot (מידות, "Medidas").
11. Kinnim (קנים, "Ninhos").

A razão tradicional para esta ordenação dos tratados, de acordo com a opinião de Rambam ou Maimónides é a seguinte:
- Zevachim é o primeiro uma vez que define o principal propósito físico do Templo - os sacrifícios animais.
- Menachot continua o assunto das ofertas de sacrifícios, de acordo com a ordem das Escrituras e o estatuto das ofertas de alimentos como um suplemento.
- Após lidar com as oferendas do Templo, segue-se Chulin, que lida com as "oferendas seculares".
- Bechorot, Arachin e Temurá todos discutem leis auxiliares da santidade e seguem a lei das Escrituras.
- Keritot segue a anterior elaboração de mandamentos uma vez que em grande parte discute as oferendas para a transgressão de determinado tipo de mandamentos.
- Meilá vem a seguir por também discutir o assunto de transgressões da santidade, se bem que de uma nature mais leve.
- Após lidar com leis, dois tratados de descrição são acrescentados: Tamid, que dicute o sacrifício diário e Midot que aborda a generalidade do Templo de Jerusalém.
- Finalmente, Kinnim foi colocado em último pois todas as suas leis abordam acidentes e situações que ocorrem muito raramente.

Existe uma Guemará no Talmude Babilónico para os primeiros 8 tratados, e três capítulos de Tamid. Apesar de o assunto abordado não ser relevante para a vida das academias da Babilônia, a Guemará foi incluida para seguir a ideia que o estudo das leis do serviço do Templo é um substituto para o serviço em si mesmo. Também, os sábios rabínicos queriam merecer a reconstrução do Templo prestando especial atenção a estas leis. Contudo, no moderno ciclo de estudos talmúdicos de Daf Yomi e nas actuais edições impressas do Talmude Babilónico, a Mishná para os últimos dois tratados é acrescentada no final, para "completar" a Ordem.